# Гарм (посёлок)
Гарм (тадж. Ғарм) — посёлок городского типа в центральном Таджикистане. Административный центр Раштского района.

## История
Название населённого пункта связывают с согдийским гарм — «селение, местность». В прошлом — город и столица Каратегина — горного бекства, входившего в состав Бухарского ханства, находившегося на Великом шёлковом пути. В городе был крупный базар.
В 1929—1930 и 1938—1939 годах был центром Гармского округа, а в 1939—1955 годах — центром Гармской области Таджикской ССР. Впоследствии — центр Гармского района.
В 1990-е годы Гарм пострадал во время гражданской войны.

## География
Расположен на правом берегу реки Сурхоб в 185 км от Душанбе. Находится в зоне высокой сейсмичности.

## Население

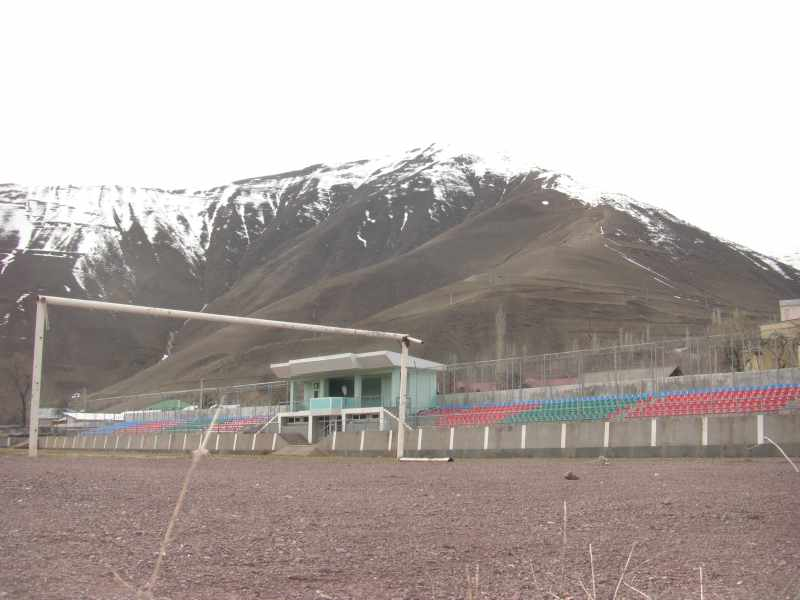
Стадион в Гарме

Население по оценке на 1 января 2022 года составляет 9000 человек.
| 2020 | 2021 | 2022 |
| ---- | ---- | ---- |
| 9800 | 8900 | 9000 |

## Организации
В посёлке работает филиал Государственного педагогического университета им. С.Айни в Раштском районе.